# Kuky se vrací
Kuky se vrací je loutkový film Jana Svěráka z roku 2010, ve kterém pasáže s loutkami doplňují hrané části (ty jsou zastoupeny odhadem v 15 % délky filmu). Film vypráví o tom, jak rodiče malému synovi, který je astmatik a nemůže proto mít hračky, v nichž se drží prach, vyhodí starého plyšového medvídka Kukyho. Chlapec se ovšem v noci tajně vykrade z domu a přinese Kukyho z popelnice zpátky. Protože byl při tom neoblečený, bez bot a v zimě, onemocní a v horečkách se mu pak zdá o Kukyho cestě ze smetiště zpátky domů, při které medvídek zažije různá dobrodružství, potká různá zvířata (liška, motýl, šnek, žába) či např. kapitána von Hergota (jehož reálnou předlohou byl bezdomovec, s nímž se chlapec setkal u supermarketu).
Malého kluka hraje režisérův syn Ondřej. Inspirací k filmu bylo dílo Františka Skály, který ale práci na filmu odmítl. Postavy tak vytvořil výtvarník Jakub Dvorský.
Film získal desetimilionový grant od Státního fondu pro podporu a rozvoj české kinematografie.
Kuky se vrací byl přítomen v hlavní soutěži na karlovarském filmovém festivalu v roce 2010 a získal zvláštní cenu poroty, tj. druhou nejvyšší festivalovou trofej. V nesoutěžní sekci se také představil na Varšavském mezinárodním filmovém festivalu 2010. Spolu s filmem Osmdesát dopisů zvítězil ve Finále v Plzni 23. dubna 2011.
Film byl nominován na 8 Českých lvů (nejlepší film, režie, kamera, hudba, střih, zvuk a výtvarný počin a vedlejší cena filmových kritiků a teoretiků za nejlepší hraný film), nominace za hudbu, střih a zvuk proměnil. Získal také Českého lva za nejlepší plakát.

## Výroba

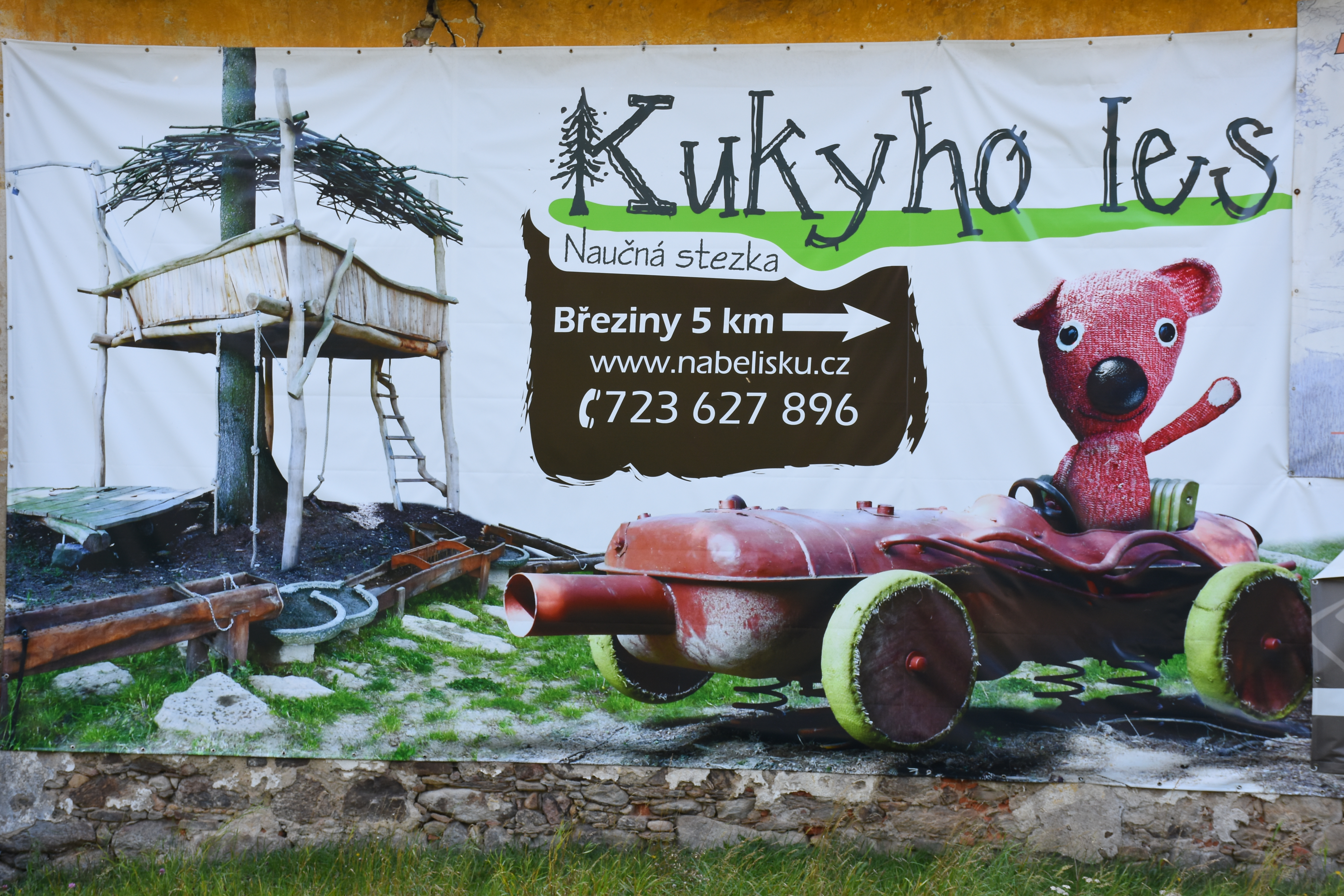
Reklama na „naučnou stezku Kukyho les“ ve Žďárských vrších

Film byl natočen ve spolupráci s Amanita Design a loutkáři ze souboru Buchty a loutky. Natáčel se na různých místech v Česku: zimní scény na Ještědu, lesní scény u Bechyně, na Melechově a ve Voděradských bučinách, skály u Drábských světniček, červená půda u Nové Paky, svícnový smrk v katastru obce Ruprechtov u Vyškova v lokalitě Tři smrky a na parkovišti AlbertHypermarket v Ústí nad Labem na Severní Terase. Scény ze skládky se natáčely na skládce odpadu v Benátkách nad Jizerou.
Natáčet se začalo na podzim 2008, zpočátku se ale filmařům nedařilo a projekt byl ohrožen. Navíc loutky původně zabírali zdálky kvůli obavě, jak budou se svojí statickou mimikou fungovat na plátně. Teprve až při záběrech zblízka ale byl režisér spokojen. Natáčení bylo původně naplánováno na 35 dní, nakonec probíhalo 100 dní. Původní šestičlenný tým spolupracovníků se během natáčení rozrostl na 60 lidí. Filmování probíhalo zpočátku v utajení, na povrch vyšlo až během točení jedné scény na náměstí v Ústí nad Labem.
Původní myšlenka Jana Svěráka bylo natočit film v přírodě nízko u země z pohledu psa, který přežije záplavy. Na projekt s pracovním názvem Pes (na kterém spolupracovala i Alice Nellis) dostal dokonce kolem roku 2005 grant, ten pak ale vracel, protože k natáčení nedošlo. Příběh však vyprávěl svému synovi před spaním a postupně ho změnil na pohádku o plyšovém medvídkovi. Na konečný scénář pak mělo vliv i to, jak Ondřej Svěrák reagoval na loutkové divadlo s plyšáky, které pro něj otec připravoval a na kterém si zkoušel různé dějové situace. O dialogy Svěrák požádal svého otce Zdeňka, ten to ale nakonec odmítl s tím, že už do scénáře nechce zasahovat. Napsal pouze básničky pro postavu Anušky.
Zvukaři Pavel Rejholec, Jakub Čech a Juraj Mravec z firmy Soundsquare ve filmu třikrát použili Wilhelm Scream, známý filmový výkřik z 50. let 20. století (nejzřetelněji je slyšet, když brouk spadne z auta, ve kterém jede Kuky s Hergotem). Film obsahuje řadu CGI triků, převážně retušování vodících drátů loutek a loutkoherců, ale i motýly či vážky. Dále byly triky využity na spojování záběrů, aby v jedné scéně mohlo hrát větší množství loutek najednou, či ve scénách setkání loutek se živými zvířaty. Jiné CGI triky ale neobsahuje, loutky tak nemají mimiku.
V lednu 2010 byl zveřejněn krátký teaser, trailer vstoupil do kin 18. března. Na konci dubna ho následoval druhý trailer, který ale obsahuje řadu scén z prvního traileru. Trailery vzbudily zájem i v zahraničí, často díky slávě Amanita Design (podle Svěráka bylo v době světové premiéry filmu 53 % zhlédnutí traileru na YouTube z USA, z Česka 40 %). Jan Svěrák by se s filmem rád dostal také na japonský trh, kde širokou distribuci získal animovaný film Jiřího Barty Na půdě aneb Kdo má dneska narozeniny? (2009) a kde tamní tvůrce animovaných pohádek Hajao Mijazaki distribuoval už Tmavomodrý svět (2001).
Pro česká kina bylo vyrobeno 40 kopií filmu.

## Postavy

### Kuky
Kuky (mluví Ondřej Svěrák) je plyšový medvídek, hračka – na rozdíl od ostatních postav, které nevypadají jako hračky či loutky, ale naoko připomínají jakési nadpřirozené lesní bytosti. (Při pozornějším pohledu v nich však rozpoznáme staré, poničené věci, které lidé v lese zahodili - což, společně se zápletkou příběhu, dotváří alegorii prostředí bezdomovců.)  Jeho postavička měří 21 cm a bylo vyrobeno 18 loutek, většinou voděných zespodu na jednom až pěti (při chůzi či hýbání rukou) pevných drátech. Zvláště náročné byly scény se šplháním po řetězu, kdy měl každou končetinu Kukyho na starosti jeden loutkoherec a museli své pohyby zkoordinovat, a chůze, při které každou nohu také vedl jiný herec. Pro scénu, kde si Kuky zakrývá oči bylo nutné vyrobit speciální loutku s delšíma rukama, klasická loutka si rukou dosáhne jen k nosu. Tvůrci měli i nápad udělat více variant loutky s různými výrazy tváře a nahradit tak chybějící mimiku, nakonec je ale Kuky pořád stejný a za všech okolností se usmívá.

### Kapitán von Hergot
Kapitán von Hergot (mluví Zdeněk Svěrák) je starý strážce lesa, který se ujímá Kukyho. Jeho výroba byla společně s výrobou postavy Anušky nejpracnější. Jakub Dvorský nakreslil stovky návrhů, nakonec Hergot vypadá jako kořenová zelenina.

### Anuška
Anuška (mluví Jiří Macháček) je záporná postava, bojuje proti kapitánovi von Hergotovi, protože se chce stát strážcem lesa. Má velkou hubu a rád žere slimáky. Jako jediné loutce se jí pohybuje pusa, když mluví, i když původně tvůrci počítali s tím, že bude pusu otvírat pouze při žraní. Proto v scéně v poli, která byla natočená o rok dříve, Anuška ještě mluví s pusou zavřenou.

### Pytlík Vidlička a Pytlík Zapík
Pytlík Vidlička (mluví Petr Čtvrtníček) a Pytlík Zapík (mluví Jiří Lábus) jsou hlídači skládky a pronásledují Kukyho, který odtud uprchl. Loutky jsou vyrobeny ze zdeformovaných plastových lahví.

## Obsazení

### Herci
| Oldřich Kaiser    | bezdomovec |
| Kristýna Nováková | matka      |
| Filip Čapka       | otec       |
| Ondřej Svěrák     | syn        |

### Dabing loutek
| Ondřej Svěrák      | Kuky               |
| Zdeněk Svěrák      | kapitán von Hergot |
| Jiří Macháček      | Anuška             |
| Petr Čtvrtníček    | Pytlík Vidlička    |
| Jiří Lábus         | Pytlík Zapík       |
| Ondřej Vetchý      | Dubánek            |
| Jiří Schmitzer     | Plazivec           |
| Václav Postránecký | Hospodský          |
| Miroslav Táborský  | Vodák              |
| Pavel Liška        | Rohánek            |

## Recenze
- Ondřej Vosmík, Moviezone.cz, 11. května 2010
- Kamil Fila, Aktuálně.cz, 19. května 2010
- Mirka Spáčilová, iDNES.cz, 15. května 2010
- Vojtěch Rynda, Lidové noviny, 20. května 2010
- Ladislav Vitouš, NeKultura.cz 19. května 2010
- Jaroslav Sedláček, Czinema, 10. května 2010  [nedostupný zdroj],  Archivováno 26. 5. 2010 na Wayback Machine.
- František Fuka, FFFilm, 11. května 2010
- Marie Dostálová, Moviescreen.cz, 17. května 2010
- Alena Prokopová, Alenaprokopova.blogspot.com, 24. května 2010

## Uvedení v zahraničí
Po úspěchu filmu u českého publika byla odložena slovenská premiéra a všech 40 kopií filmu stále (červenec 2010) koluje po Česku. Pro uvedení filmu ve Velké Británii byl připraven anglický dabing, který byl nahrán v září. Zájem o uvedení filmu má i distributor pro Francii a Německo. V anglické verzi se film jmenuje Kooky a je dabován českými herci, „aby jejich angličtina zněla exoticky“ (jak řekl Jakub Dvorský), Kapitán von Hergota nadaboval Bolek Polívka, Kukyho chlapec, který se narodil ve dvojjazyčné rodině. Mluví zde i herci, kteří „anglicky neumí“, např. Pavel Liška. Anglická verze byla poprvé uvedena na Evropském filmovém trhu při festivalu Berlinale v únoru 2011.

## Uvedení pro iPad
Jako první český film bude Kuky se vrací také dostupný pro iPad v rámci speciální aplikace, která bude obsahovat anglicky dabovanou verzi filmu, elektronickou verzi ilustrované knížky v angličtině, záběry z natáčení, kresby postav filmu a jednoduchou minihru.

## Film o filmu
Film o filmu natočil Martin Dostál a premiérově ho vysílala Česká televize na svém druhém programu 9. května 2010 od 18:45. Ve filmu vystupují Jan Svěrák, Ondřej Svěrák, Kristýna Nováková, Robert Smolík (realizace loutek), René Krupanský, Radek Beran a Petr Forman (loutkoherci), Jakub Dvorský, Zdeněk Kapička (autíčkář), Jiří Macháček, Ondřej Vetchý a Zdeněk Svěrák.

## Knihy
K filmu vyšla v době premiéry v nakladatelství Mladá fronta i stejnojmenná kniha s ilustracemi Jakuba Dvorského.
Filmová publicistka Alena Prokopová napsala o vzniku filmu knihu Příběh filmu Kuky se vrací (Mladá fronta 2011, ISBN 978-80-204-2509-6). Křest knihy proběhl 5. prosince 2011 v Paláci knih Luxor na Václavském náměstí v Praze, knihu pokřtil Jan Svěrák. Vydání knihy provázely těžkosti a vyšla s ročním zpožděním.

## Výstavy
V Zámecké galerii v Kladně proběhla v termínu od 22. června do 30. září 2010 výstava aut, dekorací a loutek z filmu. Slavnostní vernisáž proběhla večer 21. června 2010. Obdobná výstava proběhla v divadle Minor v době od 3. prosince 2010 (slavnostní zahájení o den dříve) do 6. března 2011. Velká Kukyho výstava je plánovaná na termín od 28. dubna do 31. července 2011 do Olomouce. V termínu od 10. listopadu 2011 do 29. ledna 2012 výstavu hostí brněnský Špilberk. Součástí výstavy je i výtvarná dílna pro děti a prezentace počítačových her Amanita Design včetně chystané Botaniculy.

## Suvenýry
Jako suvenýry k filmu se prodávají placky, trička, plakáty, samolepky a také plyšové postavičky Kukyho a kapitána von Hergota. Kuky byl zatím k mání na karlovarském filmovém festivalu a v soutěži se sponzorem filmu (Dobrá voda), do volného prodeje půjde spolu s postavičkou Hergota počátkem srpna 2010.

## Naučná stezka Kukyho les
V obci Březiny v okrese Svitavy v Pardubickém kraji existuje krátká okružní naučná stezka Kukyho les.

## Kauza Share-rapid.cz
V červenci 2013 uložil Vrchní soud provozovatelům serveru Share-rapid.cz, aby zaplatili 536 tisíc korun odškodného Janu Svěrákovi za to, že umožňovali na svém serveru volné stažení filmu Kuky se vrací. Vrchní soud tak potvrdil dřívější rozhodnutí Městského soudu v Praze.

## Inspirace
Soubor Buchty a loutky, jehož členové spolupracovali při vzniku filmu, využívá postavičku Kukyho v úvodu svého představení Čelisti Reloaded.